# 1963 en Nouvelle-Écosse
Chronologie de la Nouvelle-Écosse
- 1959
- 1960
- 1961
- 1962
- 1963
- 1964
- 1965
- 1966
- 1967

Cette page concerne des événements d'actualité qui se sont produits durant l'année 1963 dans la province canadienne de la Nouvelle-Écosse.

## Politique
- Premier ministre : Robert Stanfield
- Chef de l'Opposition :
- Lieutenant-gouverneur : Edward Chester Plow puis Henry Poole MacKeen
- Législature :

## Naissances

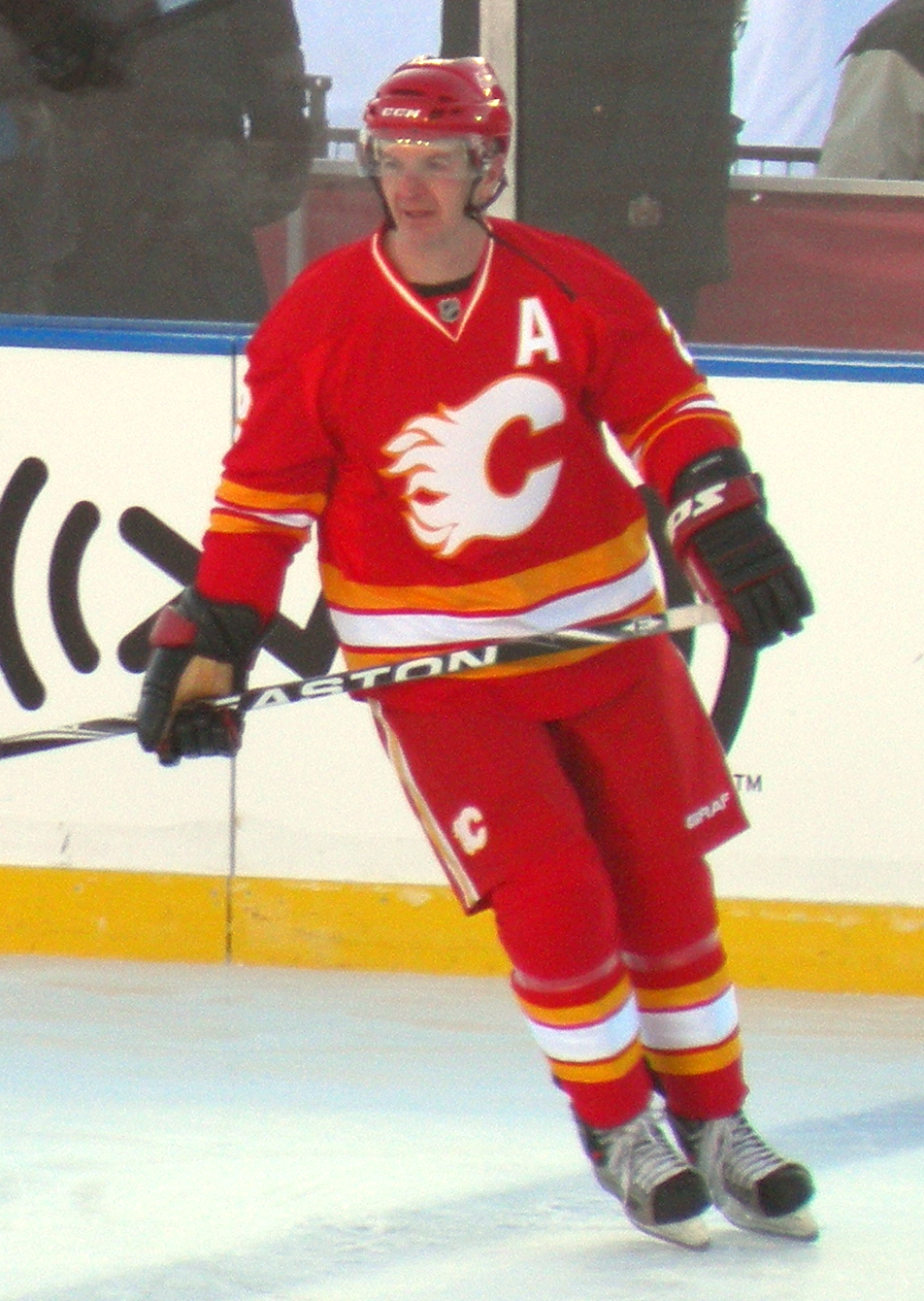
Al MacInnis

- 3 mai : Paul André Boutilier (né à Sydney (Nouvelle-Écosse)) est un joueur de hockey professionnel. Il joue en défense et remporte la Coupe Stanley avec les champions de 1983, les Islanders de New York.

- 11 juillet : Allan « Al » MacInnis (né à Port Hood) est un joueur canadien de hockey sur glace professionnel retraité qui joua 23 saisons dans la Ligue nationale de hockey pour les Flames de Calgary et les Blues de Saint-Louis. Il est reconnu comme l'un des plus grands défenseurs de l'histoire.

- 1er août : Wendell Edward Young (né à Halifax) est un joueur professionnel de hockey sur glace. Il évolue en tant que gardien de but pendant quinze saisons dans les ligues de hockey d'Amérique du Nord[1].

- 25 novembre : Holly Cole est une chanteuse de jazz née à Halifax en Nouvelle-Écosse.